# Sistema reticolare attivatore ascendente
Il sistema reticolare attivatore ascendente, noto anche con gli acronimi ARAS (in lingua inglese ascending reticular activating system) e RAS (in inglese reticular activating system), è un complesso di neuroni del sistema nervoso centrale, specializzati nel controllo dello stato di veglia e del ritmo circadiano, mediante eccitazione della corteccia cerebrale, dove vengono elaborati gli stimoli sensoriali.

## Localizzazione
Il sistema si sviluppa a rete sia nel mesencefalo, sia nel mielencefalo, collegando la formazione reticolare, situata a livello del ponte di Varolio, con il talamo e, attraverso questo, portandosi all'ipotalamo e alla corteccia cerebrale.

## Funzione
Il sistema si attiva a ogni stimolazione sensoriale ed eccita, a livello della corteccia, i centri deputati al loro riconoscimento. La sua funzione principale è quella di amplificare e diffondere le informazioni riguardanti le variazioni delle condizioni ambientali e favorire l'elaborazione da parte delle strutture corticali e sottocorticali. Questi circuiti neurali sembrano quindi costituire la base neuroanatomica almeno di alcune delle funzioni attentive.